# Ильино (Усвятский район)
Ильино — деревня в Усвятском районе Псковской области России. Входит в состав сельского поселения «Усвятская волость».

## География
Находится на юге региона, в северо-западной части района, в обезлесенной местности, у р. Ловать, вблизи государственной границы между Российской Федерацией и Республикой Беларусь (Городокский район, Витебская область), в 13 км от райцентра и волостного центра — пгт Усвяты.
Уличная сеть не развита.

## История
В соответствии с Законом Псковской области от 28 февраля 2005 года № 420-ОЗ деревня Ильино вошла в состав образованного муниципального образования Усвятская волость.

## Население
| 2001 | 2002 | 2010 |
| ---- | ---- | ---- |
| 13   | ↘11  | ↘9   |

## Инфраструктура
Личное подсобное хозяйство.

## Транспорт
Просёлочная дорога на д. Узкое и далее автодорога регионального значения 58К-586 «Узкое — Большой Городец — Мельны».